# Kolonjë (distrito)
Kolonjë (em albanês:  Rrethi i Kolonjës) é um dos 36 distritos da Albânia localizado no sudoeste do país, na prefeitura de Korçë. Sua capital é a cidade de Ersekë. Seus limites são o Distrito de Korçë a norte, a Grécia a leste e sudeste; e o Distrito de Përmet a sudoeste e oeste.
Sua população inclui expressivas comunidades grega e valáquia.

## Municípios
O distrito de Kolonjë está dividido nos seguintes municípios:
| - Barmash - Çlirim - Ersekë - Leskovik | - Mollas - Piskal-Novoselë - Qendër Ersekë - Qendër Leskovik |